# Морбіан (затока, Кергелен)

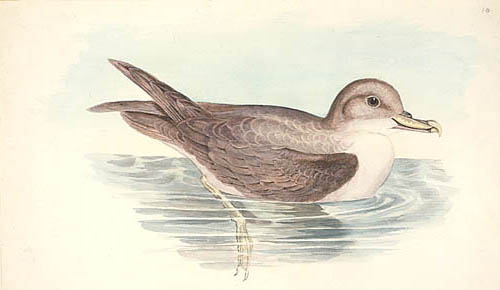
Острови затоки важливі для гніздування сірих буревісників

49°25′40″ пд. ш. 70°02′36″ сх. д. / 49.4278° пд. ш. 70.0432° сх. д.
Затока Морбіан (фр. Golfe du Morbihan) — затока на східному узбережжі острова Гранд-Терре, найбільшого з островів Кергелен. Вона утворює глибоку і широку виїмку в центральній частині острова.

## Опис
Це відносно захищений морський простір, який є природним притулком для кораблів і на берегах якого були встановлені станції Порт-Жанна-д'Арк і Порт-о-Франсе. Затока Морбіан усіяна безліччю островів і острівців. Вона була названа Раймоном Ральє дю Баті під час експедиції на початку 20-го століття на честь затоки Морбіан у Бретані (Кергелен був бретонцем, і багато об'єктів на островах мають бретонські назви). «Морбіан» походить безпосередньо від бретонського слова Ar Morbihan, що означає «маленьке море» на відміну від відкритого океану.
Назва затоки Морбіан з'являється на карті, опублікованій у 1922 році. Раніше це місце було відоме як Royal Sound, назване Джеймсом Куком. Епонім залишився в назві Passe Royale, входу в затоку. Назва Golfe du Morbihan була підтверджена французькою комісією з топонімії для південних і антарктичних земель, таким чином дотримуючись ієрархії топографічних термінів, оскільки Golfe du Morbihan включає кілька менших заток, таких як Baie des Aurores Australes, де розташований Порт-о-Франсе. Однак назва Baie du Morbihan зустрічається на різних картах і часто вживається навіть в офіційних документах.

## Важлива орнітологічна територія
Острови затоки були визначені BirdLife International як Важлива орнітологічна територія (IBA), площею 280 км2 через їхню цінність як місць розмноження морських птахів і шилохвоста кергеленського. З 20 островів і численних острівців, включених до IBA, найбільшим є двадцятикілометровий Іль-Австралія. Деякі з островів вільні від інтродукованих видів, але інші заражені пацюками, мишами та кроликами. На деяких островах досі збереглася оригінальна субантарктична рослинність, у тому числі капуста кергеленська, ліалія та жовтець Мозлі. Острови затоки представляють особливий інтерес через велику популяцію блакитних і сірих буревісників. Інші птахи, що гніздяться в IBA, включають кергеленських, довгокрилих, білогорлих і білоголових тайфунників, антарктичних і тонкодзьобих пріонів, океанників Вільсона та сірих океанників, георгійських і великих пуфінурів, кергеленських бакланів, чорнодзьобих сніжниць, фолклендських поморників і кергеленських крячків.